# Tarmo Koivisto
Tarmo Koivisto (født 3. juli 1948 i Koivisto) er en finsk tegneserieskaber og børnebogsforfatter. Koivisto er mest kendt for tegneserien Mämmilä, som fortæller om den lidt finske landsby Mämmilä (modellen er Koivistos hjemkommune, Orivesi nordøst for Tammerfors). Mämmilä er et Finland i miniature og serien giver en levende fremstilling af det finske samfund fra slutningen af 1960tallet og frem til i dag.

## Links
- Lambiek Comiclopedia om Koivisto
- Juhani Tolvanen: Live on the line (Præsantation af Koivistos Mämmilä) Arkiveret 2. juni 2006 hos  Wayback Machine